# Beridi
Beridi fou un estat tributari protegit d'Orissa a l'Índia, al districte de Ganjam, dependent de la presidència de Madràs. Tenia una superfície aproximada de 36 km².